# Leptochilus josephi
Leptochilus josephi är en stekelart som beskrevs av Giordani Soika 1947. Leptochilus josephi ingår i släktet Leptochilus och familjen Eumenidae. Inga underarter finns listade i Catalogue of Life.